# Paul Chambers Quintet
| Recensione | Giudizio |
| ---------- | -------- |
| AllMusic   | [ 1 ]    |

Paul Chambers Quintet è un album a nome della Paul Chambers Quintet, pubblicato dalla Blue Note Records nel 1957.

## Tracce
Lato A
1. Minor Run-Down – 7:36 (Benny Golson)
2. The Hand of Love – 6:22 (Paul Chambers)
3. Softly, as in a Morning Sunrise – 3:06 (Oscar Hammerstein II, Sigmund Romberg)

Lato B
1. Four Strings – 5:26 (Benny Golson)
2. What's New? – 5:38 (Johnny Burke, Bob Haggart)
3. Beauteous – 8:05 (Paul Chambers)

Edizione CD del 1996, pubblicato dalla Blue Note Records (CDP 7243 8 52441 2 4)
1. Minor Run-Down – 7:36 (Benny Golson)
2. The Hand of Love – 6:23 (Paul Chambers)
3. Softly, as in a Morning Sunrise – 3:06 (Oscar Hammerstein II, Sigmund Romberg)
4. Four Strings – 5:26 (Benny Golson)
5. What's New? – 5:38 (Johnny Burke, Bob Haggart)
6. Beauteous – 8:05 (Paul Chambers)
7. Four Strings – 5:11 (Benny Golson) – Bonus Track - Alternate Take

## Musicisti
Paul Chambers Quintet
- Paul Chambers - contrabbasso
- Donald Byrd - tromba (tranne nel brano : Softly, as in a Morning Sunrise)[2]
- Clifford Jordan - sassofono tenore (tranne nel brano : Softly, as in a Morning Sunrise)[2]
- Tommy Flanagan - pianoforte
- Elvin Jones - batteria